# Helena-Nationalpark
Der Helena-Nationalpark (englisch: Helena-National Park) befindet sich 42 Kilometer südöstlich von Mundaring Weir und etwa 72 Kilometer südöstlich von Perth in Western Australia. Erreichen kann man den 122,52 Kilometer großen Nationalpark über den Brookton Highway.
Von dort führt eine Straße bis zum Mount Dale. Der Berg ist nach dem Soldaten Robert Dale benannt, der der erste Europäer war, der 1829 die Region erforschte. Auf dem Mount Dale war früher ein Feuerwachturm, der heute auf dem Mount Dale Circuit umwandert werden kann. Am Mount Dale befinden sich Toiletten, und es gibt Möglichkeiten zum Picknick. Auf dem Berg öffnet sich ein Rundblick über die Berglandschaft der Darling Range und über das Tal des Darkin River. Der Zugang in den Park bis zum Mount Dale ist mit normal straßentauglichen Fahrzeugen möglich.
Der Nationalpark wird vom 965 Kilometer langen Bibbulmun Track passiert, der von Albany nach Kalamunda führt.